# Mistrzostwa Europy w Lekkoatletyce 1966 – bieg na 10 000 m mężczyzn

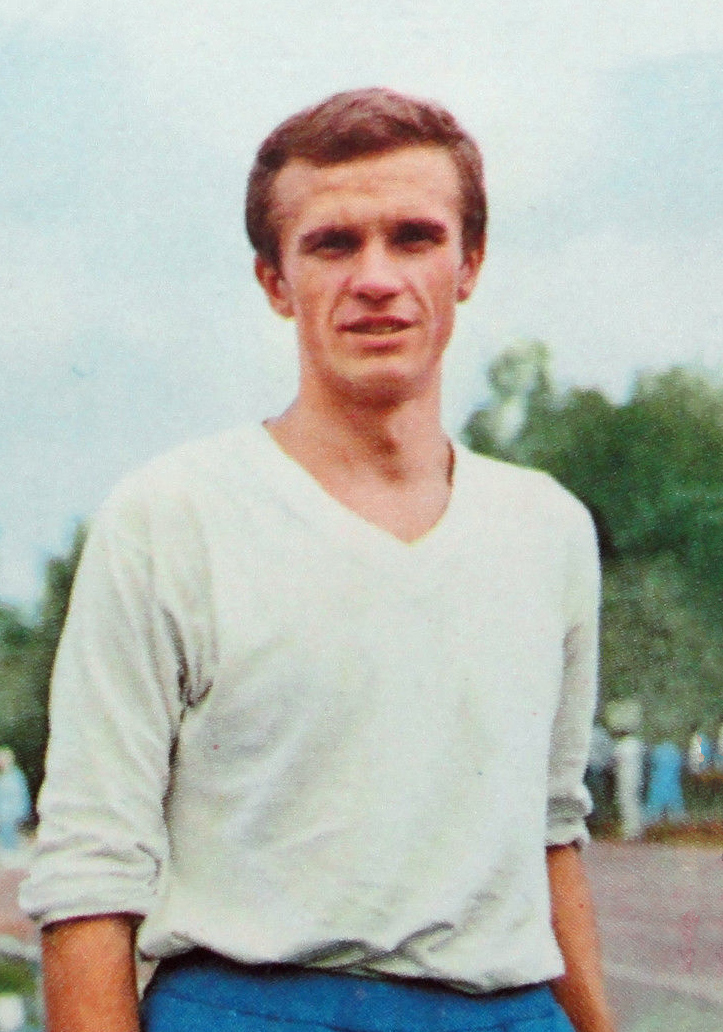
Jürgen Haase

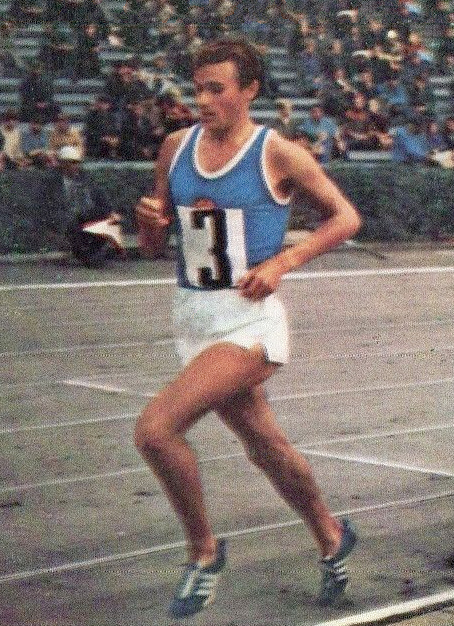
Lajos Mecser

Bieg na dystansie 10 000 metrów mężczyzn był jedną z konkurencji rozgrywanych podczas VIII Mistrzostw Europy w Budapeszcie. Został rozegrany 30 sierpnia 1966 roku. Zwycięzcą tej konkurencji został reprezentant NRD Jürgen Haase. W rywalizacji wzięło udział dwudziestu dwóch zawodników z trzynastu reprezentacji.

## Rekordy
| Rekord świata     | Ron Clarke (AUS)       | 27:39,4 | Oslo, Norwegia      | 14.07.1965 |
| Rekord Europy     | Gaston Roelants (BEL)  | 28:10,6 | Bruksela, Belgia    | 21.08.1965 |
| Rekord mistrzostw | Piotr Bołotnikow (SUN) | 28:54,0 | Belgrad, Jugosławia | 12.09.1962 |

## Wyniki
| Miejsce | Zawodnik             | Czas    | Uwagi |
| ------- | -------------------- | ------- | ----- |
| 1       | Jürgen Haase         | 28:26,0 | CR    |
| 2       | Lajos Mecser         | 28:27,0 |       |
| 3       | Łeonid Mykytenko     | 28:32,2 |       |
| 4       | Manfred Letzerich    | 28:36,8 |       |
| 5       | Allan Rushmer        | 28:37,8 |       |
| 6       | Bruce Tulloh         | 28:50,4 |       |
| 7       | János Szerényi       | 28:52,2 |       |
| 8       | Gaston Roelants      | 28:59,6 |       |
| 9       | Jim Alder            | 28:59,8 |       |
| 10      | Giennadij Chlistows  | 29:00,6 |       |
| 11      | Franc Červan         | 29:00,8 | NR    |
| 12      | Lutz Philipp         | 29:07,8 |       |
| 13      | József Sütő          | 29:24,8 |       |
| 14      | Peter Kubicki        | 29:26,0 |       |
| 15      | Bengt Nåjde          | 29:28,8 |       |
| 16      | Gert Eisenberg       | 29:29,8 |       |
| 17      | Nicolae Mustafa      | 29:40,0 |       |
| 18      | Kazimierz Zimny      | 29:51,2 |       |
| 19      | Josef Tomáš          | 29:56,0 |       |
| 20      | Şükrü Saban          | 30:30,8 |       |
| –       | Andrei Barabaș       | DNF     |       |
| –       | Mikko Ala-Leppilampi | DNF     |       |